# ソロミヤ・クルシェルニツカ

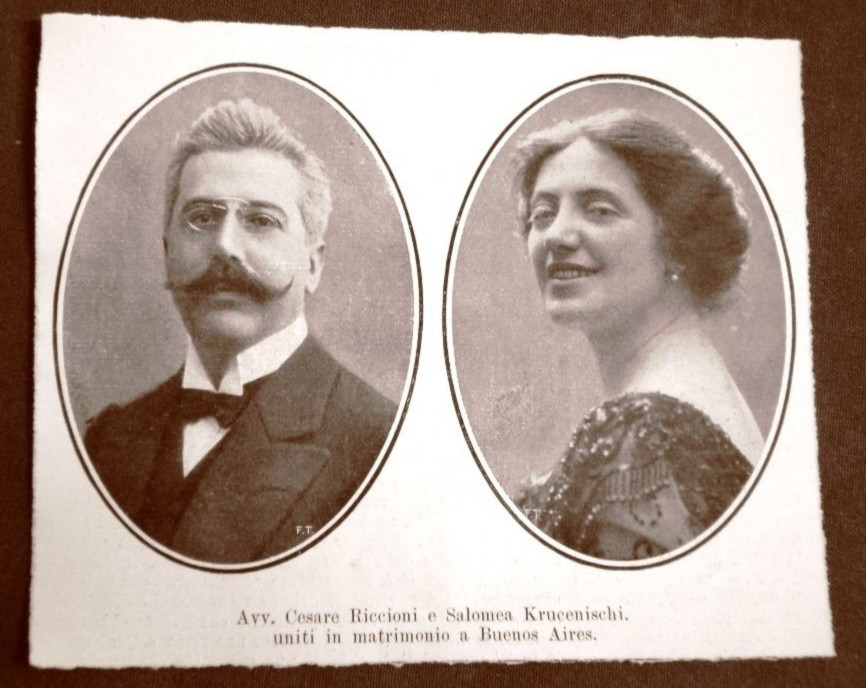
ソロミヤと夫のリッチョーニ。

ソロミヤ・アムヴロシーヴナ・クルシェルニツカ（英語: Solomiya Krushelnytska
、ウクライナ語: Соломія Амвро́сіївна Крушельницька, 1872年9月23[11]日 - 1952年11月16日）は、ウクライナのソプラノ歌手。20世紀前半屈指の輝かしいオペラスターであると看做されている。
生前は世界一傑出した歌手と認められていた。彼女は「ワーグナーの歌姫」をはじめとする、数々の賞や栄誉を手にしている。エンリコ・カルーソー、ティッタ・ルッフォ、フョードル・シャリアピンも彼女と同じ舞台に立てることを光栄であると考えていた。イタリアの作曲家であるジャコモ・プッチーニは、自らの肖像画へ「最も美しく魅力的なお蝶」と書き入れて彼女へ贈っている。
現在のウクライナの慣例により、彼女は過去現在におけるもっとも著名なウクライナ人女性の一覧に加えられている。

## 生涯

### 幼少期と教育
ソロミヤ・クルシェルニツカは1872年にオーストリア＝ハンガリー帝国、ガリツィアのビエラヴィンツェ村（現在のウクライナ、ビリアヴィンツィ）に生まれた。数年にわたり村から村へと点々とした後、ウクライナ東方カトリック教会司祭であったAmbrosiy Vasilyovych Krushelnytskyは、自分の大家族を大都市テルノーピリの郊外に位置するBilaの村に落ち着かせることを決意する。貴族であったこの家庭には、ソロミヤの他に母のTeodora Maria（旧姓Savchynska、1907年没）、姉妹のOlha/Olga、Osypa、Hanna/Anna、Emilia、Mariaと兄弟のAnton、Volodymyrがいた。ソロミヤの姪にあたるDaria/Odarka Bandriwskaは自身の回顧録の中で、まだ子供であった将来の歌姫は、一家が転居を繰り返した村々の住人達から、数多くのウクライナ民謡を学ぶようになったのだと書いている。

### テルノーピリでの学び
クルシェルニツカは早くから歌唱をはじめており、テルノーピリ音楽学校（ウクライナ語版）で学んだ。音楽の基礎はテルノーピリ古典ギムナジウムで修め、同校では外部試験も受験した。ここで彼女は高校生の音楽集団と近しくなり、その中には後に有名な作曲家となり、ガリツィアで初の専業音楽家となったデニス・シチンスキもいた。
1883年にテルノーピリのシェフチェンコ・コンサートでUkrainska Besida協会の合唱隊の一員として歌い、これが彼女の最初の公開演奏となった。1885年8月2日の同合唱団の演奏会にはイヴァン・フランコも訪れている。
クルシェルニツカはテルノーピリで初めて劇場に出会う。同地ではウクライナ対話劇場（英語版）が折に触れて公演を行っており、演目にはセメン・グラーク＝アルテモフスキーやミコラ・リセンコのオペラが並んだ。彼女はここでフィロメラ・ロパチンスカ、アントニナ・オシポヴィチェヴァ、ステパン・ヤノヴィチ、アンドリー・ムジク＝ステチンスキー、ミハイロ・オルシャンスキー、カロリナ・クリシェヴスカらの舞台俳優の演技を観る機会を得た。

### リヴィウ音楽院
1891年にガリツィア音楽協会のリヴィウ音楽院に入学し、音楽院の首脳陣からは若き歌い手としての才能を賞賛された。
音楽院での指導教官は、当時リヴィウでは著名な教授だったヴァレリー・ヴィソツキであり、ウクライナとポーランドの有名な歌手は皆彼の下から巣立っていった。音楽院在学中の1892年4月13日、クルシェルニツカの初となる独唱が披露され、彼女はヘンデルのオラトリオ『メサイア』の主要部分を歌った。同年6月5日にはリヴィウ・ボヤナでも歌唱が行われ、ここで彼女はミコラ・リセンコの歌曲『なぜ私の眉は黒いのか』を歌っている。
オペラデビューは1893年4月15日のことだった。この時、彼女はマリア・ザンコヴェツカ劇場の舞台でガエターノ・ドニゼッティのオペラ『ラ・ファヴォリート』のレオノーラを歌った。この時の共演者はルドルフ・ベルンハルトとユリアン・イェローム（Julian Jerome）だった。ピエトロ・マスカーニの『カヴァレリア・ルスティカーナ』からサントゥッツァを歌った際も大きな成功を収めている。
1893年にリヴィウ音楽院を卒業した。

### キャリア
続く1893年のプロとしてのデビューも、リヴィウ・オペラ劇場での歌唱によるものだった。同年夏にリヴィウでクルシェルニツカの才能を目にしたジェンマ・ベリンチョーニの助言に基づき、彼女は1893年秋にイタリアへと赴きさらに声楽の研鑽を積むことにした。父が借金をして旅費を工面し、ミラノに到着するとベリンチョーニの母の許に下宿しつつ、ファウスタ・クレスピの下で学ぶこととなった。クレスピの指導により、それまで訓練を受けていたメゾソプラノから、リリック・ドラマティック・ソプラノへと転向することになった。続く3年間はミラノとリヴィウを行き来する生活となる。彼女はイタリアで続く学びの費用を支払うため、定期的にリヴィウ・オペラとの契約に戻っていっていたのである。

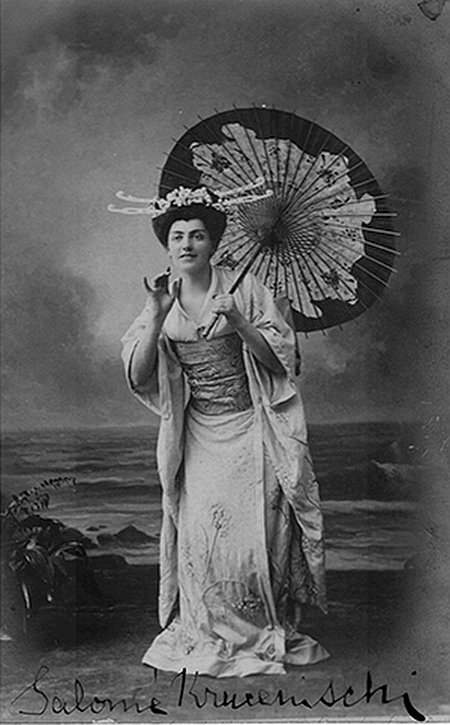
蝶々夫人に扮したクルシェルニツカ。

クルシェルニツカは各地での公演機会を得る。オデッサ（1896年-1897年）、ワルシャワ（1898年-1902年）、サンクトペテルブルク（1901年-1902年）、パリオペラ座（1902年）、ナポリ（1903年-1904年）、カイロとアレクサンドリア（1904年）、そしてローマ（1904年-1905年）である。
1904年、ジャコモ・プッチーニの『蝶々夫人』の救世主となったことは名高い。このオペラはミラノのスカラ座における初演で観客から不評を浴びていたが、3か月後のブレシアでの改訂版の上演においてはクルシェルニツカが主役を演じ、大成功を収めることとなった。
ミラノ留学中の彼女の日課は、声楽、演技、新しい役の予習、新しい言語の習得 - と6時間の勉強であった。余暇には博物館や史跡を巡り、オペラは演劇の舞台を観劇に訪れた。友人や知人とは活発に書簡をやり取りし、母国ウクライナの出来事、文化的問題、最近読んだ書籍の話題を交換した。また、音楽・演劇学校L'Armoniaの公演にも定期的に出演した。
ツアーに出れば1週間で4から5公演で歌った。新しいオペラのパートをさらうには2日あれば十分であり、さらに3、4日あれば役の人物像を造り上げることが出来た。彼女のレパートリーは計63役に及んだ。クルシェルニツカは同時代のリヒャルト・ワーグナーの作品の普及のために活動したことで知られている。1902年にはパリで『ローエングリン』に出演して成功を収めた。1906年にはミラノのスカラ座で、アルトゥーロ・トスカニーニが指揮するリヒャルト・シュトラウスの『サロメ』に出演して称賛を集めた。他にも欧州各地、エジプト、アルジェリア、アルゼンチン、ブラジル、チリ、その他の劇場の舞台に立っている。
1910年、クルシェルニツカはイタリア人の弁護士でヴィアレッジョ市長であったアルフレド・アウグスト・リッチョーニと結婚した。1920年、キャリアの絶頂にいる最中にオペラの世界に別れを告げる。3年後にコンサート・ツアーを開始し、西ヨーロッパ、カナダ、アメリカ合衆国を巡って歌唱を行った。8か国語を操ることが彼女は、コンサートのプログラムに多くの国の歌曲を盛り込むことが出来た。また、ウクライナ民謡やウクライナの作曲家の作品も熱心に紹介した。

### 後年

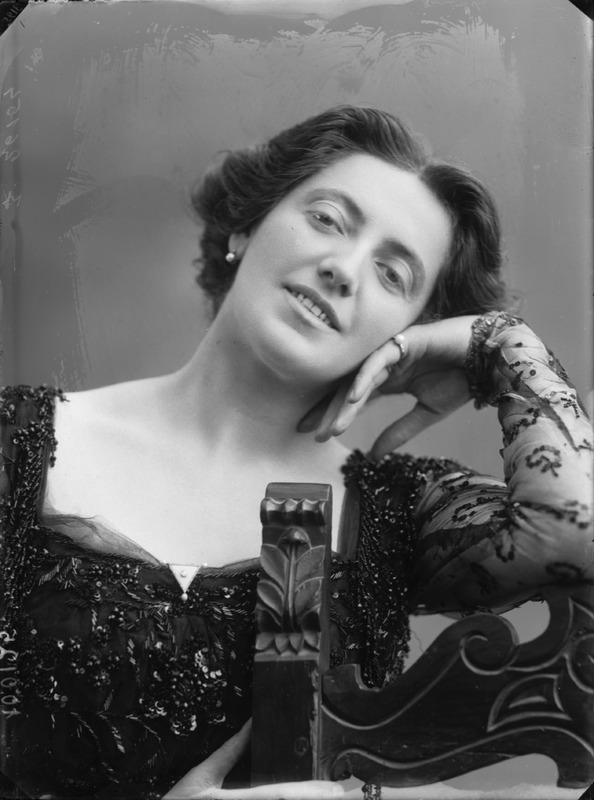
1905年-1910年頃。

1907年に母のテオドラがこの世を去る前、クルシェルニツカの家族は彼女にリヴィウに住居を購入してくれるよう説得を行った。ツアーから帰った彼女が使えるように、また他の家族、とりわけ残された時間の少ない母へ快適に暮らせる場所を提供するため、とのことだった。1903年に彼女は建物を購入する。場所はリヴィウ大学からの上り坂、現在のクルシェルニツカ通り（1993年に彼女の栄誉を称えて命名）である。ヤークプ・クロッホ（Jakub Kroch）の設計、建築による大きな建物には数階分の居住スペースがあり、当初はクルシェルニツカの近親者が入居した。彼女のきょうだいが結婚して家を出て行くと賃貸を始めることになり、義理のきょうだいであったカール・バンドリフスキが建物の管理を任された。この建物はレオナルド・マルコーニの彫刻による抒情的なムーサをあしらった粗面積みの正面が特徴的で、リヴィウの「音楽の岩屋」（ウクライナ語: Музикальнa кам’яниця）として知られるようになり、知識人や近くのオペラ・ハウスの仕事で訪れる芸術家や興行主の隠れ家となった。作家であり一家の友人でもあったイヴァン・フランコも、後年この家を住処とするようになる。

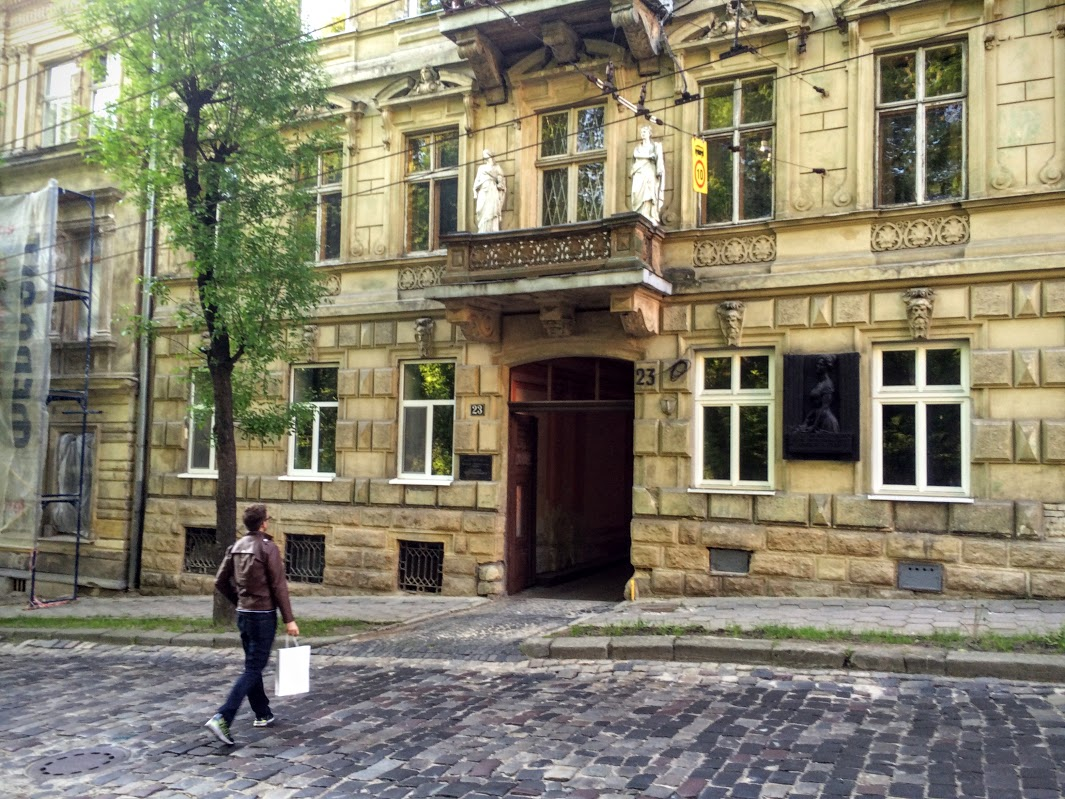
リヴィウにあるクルシェルニツカの住居。

夫の他界後の1939年8月、クルシェルニツカはイタリアを後にしてリヴィウへと戻った。同市は戦間期にあってポーランド第二共和国の重要な拠点となっていた。悲劇的にも、彼女はその後一生この街に囚われてしまうことになる。彼女の帰国からわずか数週間後にナチス・ドイツとソビエト連邦が共謀してポーランド侵攻を開始、1939年9月にその領土を両者の間で2分割してしまう。2つの侵攻軍はリヴィウでまみえることになり、市街地の包囲へと発展する（ルヴフの戦い）。街は10日間にわたってドイツ空軍の爆撃、ドイツ軍の攻撃、赤軍襲撃による砲撃に晒され、数千人が命を落とし、多数の歴史的建造物が破壊された。クルシェルニツカの住まいから1区画しか離れていない教会（ウクライナ語版）は跡形もなく崩れ落ちた。ポーランド占領後にリヴィウはウクライナ・ソビエト社会主義共和国へと割譲されることになり、当局は間もなく残忍な抑圧体制を敷いた。クルシェルニツカの住居は当局に接収され、彼女は2階に残された唯一の住居を姉妹のHannaと分け合うことになった。この時期の大半、足を骨折していたクルシェルニツカは家に閉じこもったまま過ごした。
2年も経たぬうち、ドイツ軍はバルバロッサ作戦でウクライナへの侵攻を再開し、1941年7月にリヴィウはナチス・ドイツの支配下に置かれた。この時にドイツ国防軍がクルシェルニツカ邸の2階層を引き取り、住人に対しては退去するか共に上層階へ移動するかを迫った。クルシェルニツカは街を襲った民族浄化の難を逃れ、1944年にリヴォフ＝サンドミール作戦でソビエト兵が戻ってくると、鉄のカーテンの向こうに囚われたアーティストとして人生の最終章へと入っていく。かつて世界に名を轟かせた歌手として声楽のレッスンを開始し、アルマ・マータであるリヴィウ音楽院にも教授として帰ってきたのである。1951年にはウクライナ芸術功労者（英語版）に認められた。クルシェルニツカは1952年11月16日に永眠、その後リヴィウのリチャキフ墓地で友人のイヴァン・フランコに向き合う位置に埋葬された。

## 記念遺産
- リヴィウ・オペラ・バレエ劇場は彼女の名にちなんで命名された[要出典]。また、リヴィウ高等音楽寄宿校（英語版）も彼女の名を冠している[14]。
- 1982年にドヴジェンコ・フィルム・スタジオの監督Fialko Oleh Borysovychは、ソロミヤ・クルシェルニツカの障害と業績に焦点を当てた歴史的伝記映画『Return of the Butterfly』を制作した。Valeria Vrublevskaの同名の小説に基づいている。映画は彼女の生涯の真実と、自身の回顧録が基となっている。クルシェルニツカが演じた役はGisela Tsipolが演じた。映画のソロミヤ役はエレナ・サフォノヴァ（英語版）である。
- 他にも以下のようなドキュメンタリーが制作されている
  - "Solomiya Krushelnytska" （I. Mudrak監督、リヴィウ、"Mist"、1994年）
  - "Solomiya Krushelnytska" （1994年、Ukrtelefilm、著者: N. Davydovska, V. Kuznetsov, オペラ M. Markovsky; 音楽学者のM. Golovashchenkoが参加）
  - "Two Lives of Solomiya" （O. Frolov監督、キエフ、 "Contact"、1997年）; "Names"シリーズからテレビ番組のために制作 （2004年）
  - Documentary "Solo-mea" from the series "Game of Fate"シリーズよりドキュメンタリー"Solo-mea" （V. Obraz監督、VIATEL studio、2008年）
- 1995年に戯曲『ソロミヤ・クルシェルニツカ』（B. Melnychuk、I. Lyakhovsky脚本）がテルノーピリ・ドラマ・シアター（現アカデミック・シアター）で初演された。テルノーピリでは1987年以降ソロミヤ・クルシェルニツカ・コンクールが開催されている。リヴィウでも彼女の名を冠した国際コンクールが毎年行われている。オペラ・フェスティバルは恒例となっている。
- 1997年、クルシェルニツカの生誕125周年に合わせ、ウクライナ国立銀行は額面2フリヴニャの記念硬貨を発行した。同年には記念切手と封筒も発行されている。
- 2006年3月18日、ミロスラフ・スコリクのバレエ『Return of the Butterfly』がリヴィウ・オペラ・バレエ劇場で初演された。バレエはクルシェルニツカの生涯を基にしており、プッチーニの音楽が用いられている。
- 1963年、テルノーピリ郊外のBilaの村にクルシェルニツカの記念銘板と記念博物館が整備された。
- 2010年にテルノーピリでクルシェルニツカ像の除幕式が行われた。
- 万国郵便連合の14の建屋が彼女の名前を冠している。
- 1989年10月1日、クルシェルニツカの住居が博物館として整備されて開館した。1993年、彼女が晩年暮らしていた通りが彼女の名前にちなんで命名された。
- キエフのDarnytskyi区にもクルシェルニツカの名前にちなんだ通りがある。

## ギャラリー

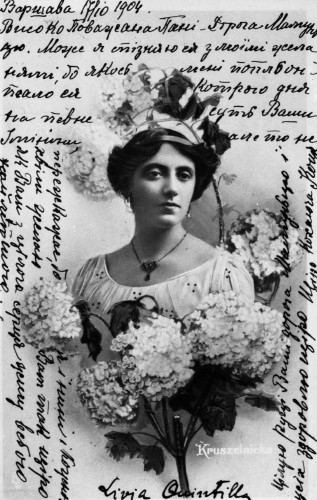
クルシェルニツカの署名の入ったカード。ジグムント・ノスコフスキの『Livia Quintilla』のLiviaに扮している。
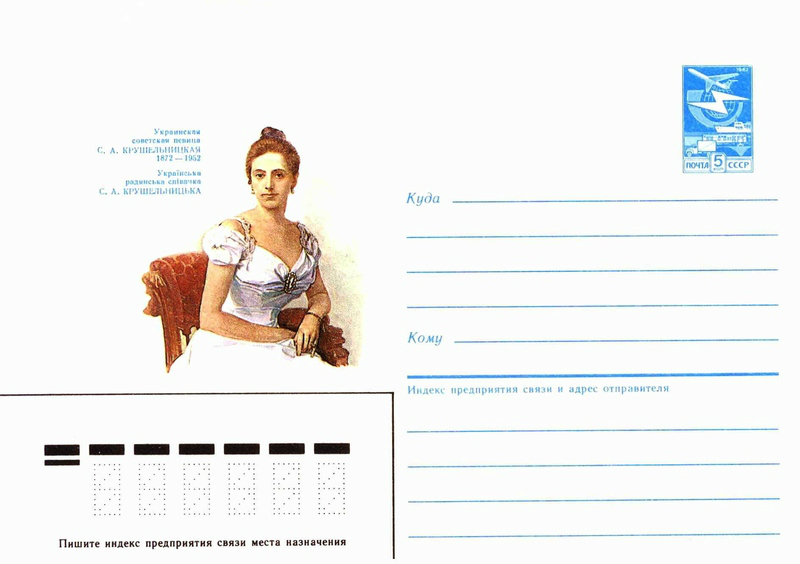
クルシェルニツカを取り上げたソビエトの封筒。1987年。
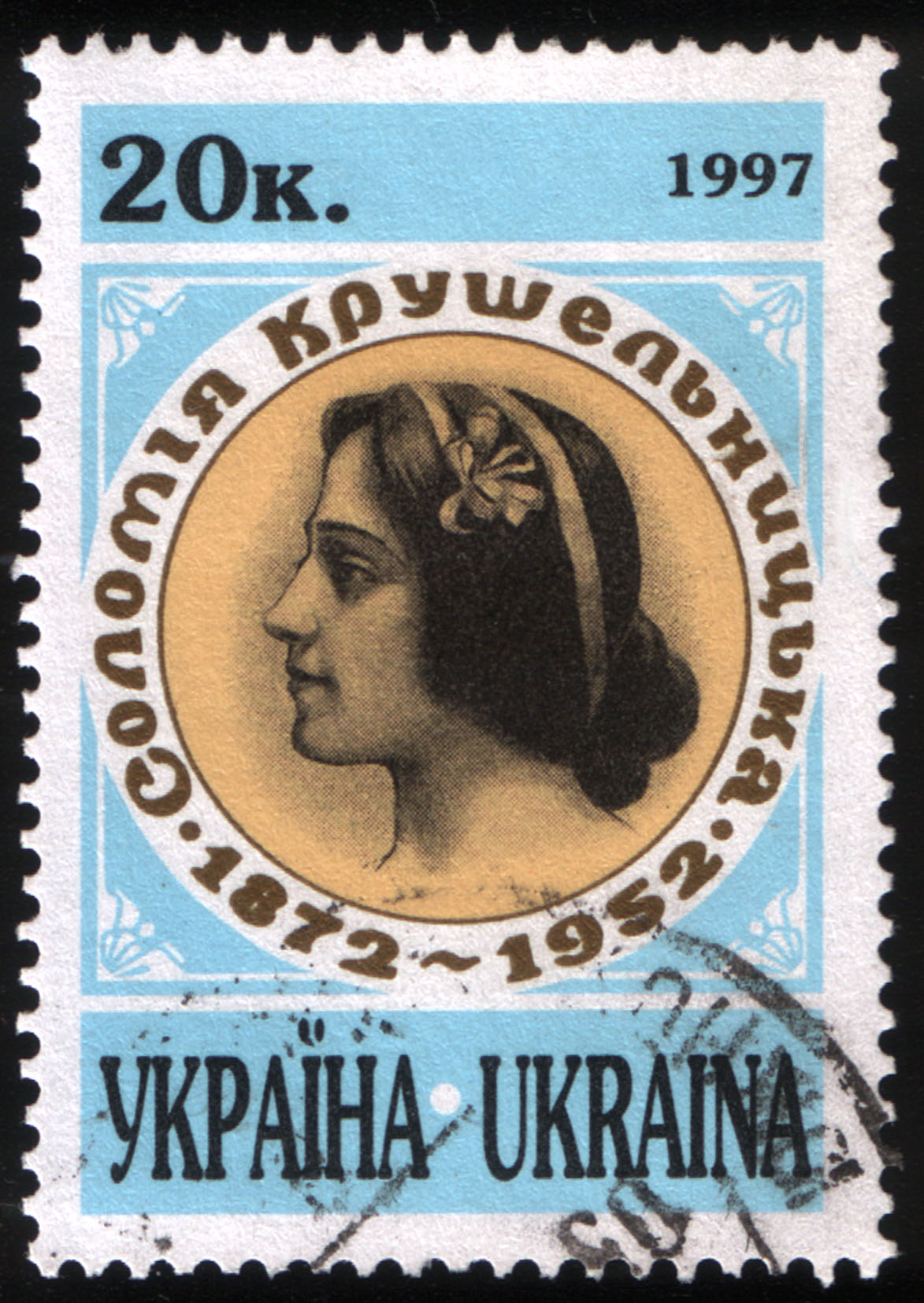
ウクライナの切手。1997年。（Michel № 219）
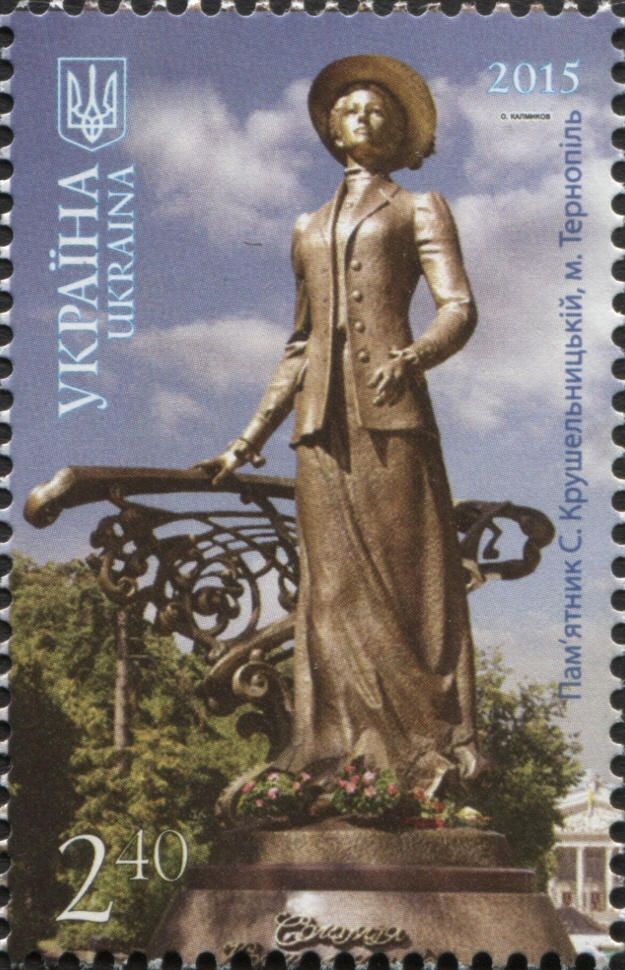
クルシェルニツカ像を描いたウクライナの切手。テルノーピリ、2015年。
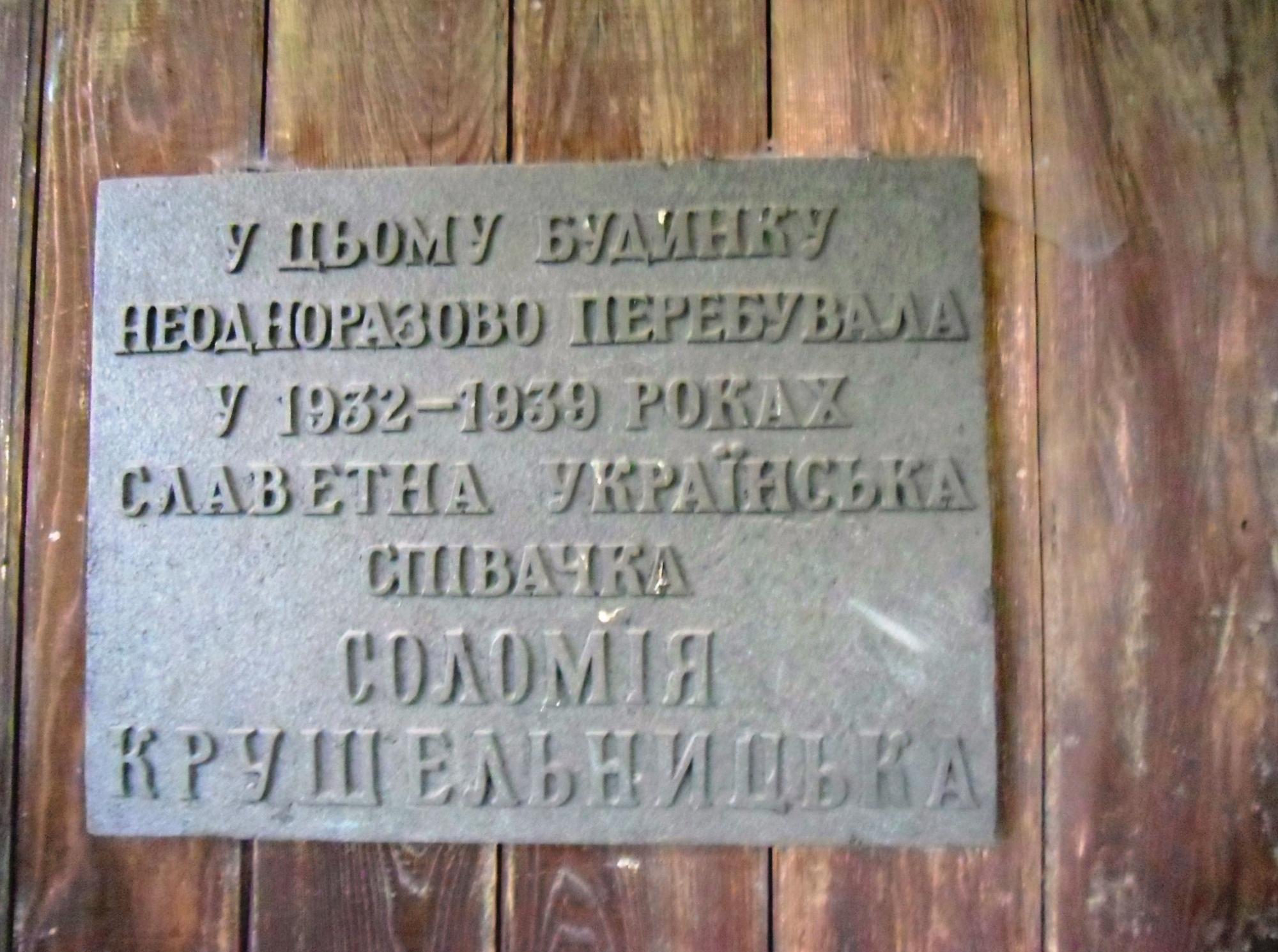
Dubynaの村にある、クルシェルニツカの滞在を示す銘板。